# 1850 dans le catholicisme
Chronologie du catholicisme
- 1846
- 1847
- 1848
- 1849
- 1850
- 1851
- 1852
- 1853
- 1854

Cet article présente les faits marquants de l'année 1850 dans le catholicisme.

## Évènements
- 27 septembre : Érection du diocèse de Martinique-Fort-de-France-et-Saint-Pierre.
- 30 septembre : Création de 14 cardinaux par Pie IX.

## Naissance
- 6 avril : Nicholas Chrysostom Matz, prélat et missionnaire franco-américain, évêque de Denver († 9 août 1917)
- 7 juillet : Max Schmalzl, religieux rédemptoriste, peintre et illustrateur allemand († 7 janvier 1930)
- 26 novembre : Pierre-Marie Gendreau, prélat et missionnaire français, vicaire apostolique d'Hanoï et évêque titulaire de Chrysopolis-en-Arabie (de) († 6 février 1935)